# Ger Donners
Ger Donners (Geleen, 10 juni 1938) is een Nederlands voormalig voetballer die doorgaans als rechter verdediger speelde.
Donners begon bij voetbalclub Maurits waar hij op zijn zestiende in het eerste team kwam. Met Maurits werd hij in 1957 amateurkampioen van de zondagteams. Samen met Pierre Kerkhoffs ging hij vervolgens naar Enschede waar hij bij Sportclub Enschede kwam en Kerkhoffs bij Enschedese Boys. Hij speelde eerst twee seizoenen in het tweede team en vanaf 1959 in het eerste team in de Eredivisie. In 1961 ging Donners voor SC Heracles spelen waarmee hij in het seizoen 1961/62 naar de Eredivisie promoveerde. Via Pierre Kerkhoffs, die al in Eindhoven speelde, kwam Donners in 1963 bij PSV. Met PSV, dat het seizoen daarvoor kampioen geworden was, speelde Donners in de Europacup 1. In 1965 kwam hij in het nieuws toen hij als eerste Nederlandse profvoetballer voor zijn portretrechten opkwam. Samen met de VVCS spande hij een rechtszaak aan tegen kauwgomfabrikant Monty dat afbeeldingen van voetballers bij de pakjes kauwgom gebruikte. Donners, die vertegenwoordigd werd door Jim Janssen van Raaij, werd hierbij in het gelijk gesteld. In 1967 ging hij naar N.E.C. dat net naar de Eredivisie gepromoveerd was. In 1970 stopte hij omdat hij het voetballen niet meer kon combineren met zijn werk als vertegenwoordiger voor een fabrikant van sportartikelen in Utrecht. Hij was ad interim nog trainer van RKVV Brabantia en trainde de jeugd bij De Valk. Daarnaast deed hij aan tennis.